# ボグダン・フィロフ
ボグダン・ディミトロフ・フィロフ（ブルガリア語: Богдан Димитров Филов, ラテン文字転写: Bogdan Dimitrov Filov、1883年4月10日 - 1945年2月1日）は、ブルガリア王国の考古学者、美術史家、政治家。第二次世界大戦下で首相（1940年2月15日 - 1943年9月14日）を務めた。任期中にブルガリアは枢軸国へ参加した7番目の国家となった。

## 若年期
フィロフはスタラ・ザゴラに生まれ、帝政ドイツのライプツィヒ、フライブルク、ヴュルツブルクで教育を受けた。フライブルクでの彼の博士論文は、ライプツィヒの権威あるドイツの雑誌『クリオ』の付録として書籍が出版された。1906年5月1日より、ソフィアの国立考古学博物館で働いた。フィロフは1907年から1909年にボン、パリ、ローマで考古学と貨幣学の研究をした。ブルガリアの前古代考古学「アンティーク」の明白なリーダーであった。1918年には、黄金と鉄の人工物が豊富なペレサディスのネクロポリス、トレベニスタを発見した。1910年から1920年の間には国立考古学博物館の取締役になった。1912年、ヤンボルの近くのカビレの古代都市で最初の調査を実施した。1920年、フィロフはソフィア大学の考古学と美術史の教授になった。同年、考古学の講座が大学で設置され、フィロフがその担当教授に任命された。ソフィアの考古学協会は古代考古学に関する考古学学会へと発展した。1937年、フィロフはブルガリア科学アカデミーブルガリア科学アカデミーの会長に選ばれた。

## 首相
1940年2月15日、ゲオルギ・キョセイヴァノフの辞任により、ブルガリア王国の首相に任命された。フィロフは国王（ツァール）ボリス3世の味方であった。9月7日、ブルガリアはクラヨーヴァ条約によりドブルジャ南部が与えられた。翌年2月14日にはブルガリアは枢軸国と不可侵条約を締結し、3月1日には三国同盟に参加した。ブルガリアの独立記念日である3月3日には、ドイツ軍がユーゴスラビア王国とギリシャ王国に侵攻するためにブルガリアへ進駐した。だが枢軸国とは名ばかりで、国王ボリス3世と首相フィロフの体制下では、ブルガリアができるだけ多く戦争の外にいるよう努めた。1943年8月のボリス3世の死後、新たな国王シメオン2世は幼少であったため、摂政団を設置し、新王の叔父プレスラフ公キリル王子らと共にその一員となった。

## 反ユダヤ法と親ナチス政策
1940年11月、フィロフの政府は国民保護法を提出、議会は1940年12月24日に可決した。これは第三帝国のニュルンベルク法と同等であり、ユダヤ人から市民権を剥奪した。
フィロフは、ブルガリアのユダヤに対する実行機関である「ユダヤ業務のためのコミッサリアート」を設置した。1943年3月に政府の決定に従い、「新たに併合した領土」出身のユダヤ人に、彼らはブルガリアの国民ではないが、ブルガリア当局によってドイツの絶滅収容所に引き渡された。合計で、北部ギリシャおよびヴァルダル・バノヴィナ出身の11,343人のユダヤ人がドイツの強制収容所に、後にトレブリンカ強制収容所に追放され、ほとんど生き残ることはなかった。しかし、ブルガリア正教会と議会の副議長であるディミタール・ペシェフの圧力に従い、親ナチスの政府は「古い土地」（戦前のブルガリア）に住むブルガリア国民である5万人のユダヤ人を追放せず、彼らを守り通した。

## 刑死
1944年にソ連軍がブルガリアに侵攻し、ソ連との休戦が成立すると、新しい共産主義者支配の政府が設置され、摂政団のメンバーが逮捕された。フィロフと92人の外国人公務員が1945年2月1日の「人民裁判」で死刑判決を受け、その夜のうちにソフィア墓地で銃殺刑に処された。彼らはその後、爆弾によるクレーターであった共同墓地に埋葬された。元教授が「歴史を教えることより創ることを優先して」誤った男として、ある死亡記事に掲載された。フィロフの財産は没収され、妻は国外追放された。
1996年6月26日、ブルガリア最高裁判所によって、この判決は取り消された。

## 参考資料
1. ↑  Holocaust Encyclopaedia: Bulgaria Archived 2009年5月6日, at the Wayback Machine.
2. ↑  The Holocaust of Jews from Trakia and Macedonia
3. ↑  "100 Death Sentences", TIME Magazine, February 12, 1945

- Bulgaria in the Second World War by Marshall Lee Miller, Stanford University Press, 1975.
- Royalty in Exile by Charles Fenyvesi, London, 1981, pps:153-171 - "Czar Simeon of the Bulgars". ISBN 978-0-86051-131-1
- Boris III of Bulgaria 1894-1943, by Pashanko Dimitroff, London, 1986, ISBN 978-0-86332-140-5
- Crown of Thorns by Stephane Groueff, Lanham MD., and London, 1987, ISBN 978-0-8191-5778-2
- Un archeologo al servizio della monarchia bulgara. La parabola politica di Bogdan Filov (1940-1944)by Alberto Basciani, in Francesco Guida (ed) Intellettuali versus democrazia. I regimi authoritari nell'Europa sud-orientale (1933-1953), Roma, Carocci, 2010, ISBN 978-88-430-5239-4

| 公職                            | 公職                                              | 公職                               |
| ------------------------------- | ------------------------------------------------- | ---------------------------------- |
| 先代 ゲオルギ・キョセイヴァノフ | ブルガリア王国 閣僚評議会議長 第39代：1940 - 1943 | 次代 ペトル・ガブロフスキ （代行） |